# Рене ла Булгара
Ренè ла Булгара (на италиански: Renée la Bulgara, Рене българката), псевдоним на Ренета Тодорова Петрова, е популярен италиански диджей и радиоводеща от български произход.

## Биография

### Радиоводеща
На 13-годишна възраст емигрира с майка си в Италия и живее в село на остров Сардиния. На тази възраст започва да се изявява в малка местна радиостанция. Заради уменията си е забелязана е от известния италиански радиоводещ и   диджей Албертино от популярната италианска станция за денс музика Радио „Диджей“ (Radio Deejay). Албертино ѝ дава място с Марио Фарджета в историческото предаване Deejay Time, където Рене остава в продължение на 3 години, през които води, замествайки Албертино, и култовото радио предаване Deejay Parade.
От 2004 г. започва да се изявява в най-добрите клубове в цяла Италия и две години по-късно започва да води програма по италианската радио станция Radiom2oː на живо всеки ден с „m2o Party“, а в събота е диджей в програмата „House GDC Girls DJ's Club", утвърждавайки се като професионалистка, способна да трансформира закачливи мелодии в песни, танцувани по целия свят.
Между 2007 и 2008 г. води Out of Mind Live – радио програма, където песните са миксирани от диджей Провенцано и  която е първата национална програма на живо по Radiom2o. Води и други програми по същото радио: повече от 10 години има свое лично пространство, наречено GDC - Girl's Dj Club – музикалната програма m2o party, на която е водеща от 2011 г., m2o live, Music Zone и m2AllShock.
От 2021 г. води предаването DanceClub заедно с Франки Гада и Дж. Аск по Radio Studio Più .

### Диджей и модел
Диджей и модел, тя е била модел на Кавали, Мисони и Киара Бони.
В Топ 100 е на DJ Mag  – референтна класация за звездите на микса от EDM вселената.
От 2012 г. става първият „холограмен диджей“ в света благодарение на проекта Оувърсет.
През 2017 г. е отличена за най-добра жена диджей на Музиканлните денс награди (Dance Music Awards).

### Вокална изпълнителка и хаус продуцентка
През 2014 г. започва пътуването си в света на музикалната продукция с хитовете на GDC n' Dalien "Bipolar" ̟– хаус проект, издаден от важния лейбъл на Федерико Скаво Area 94, и "Jump" (Alien Cut feat. Renee) – дебютен сингъл като певица за лейбъла Dance and Love на Габри Понте, който събира почти 1 милион гледания, превръщайки се в истински хит на международно ниво. През 2015 г. тя е издадена от престижния испански лейбъл Blanco y Negro със сингъла „Boom“, който я отвежда до важни съвместни проекти отвъд границите, и става един от участниците във Фестивала Wish Outdoor наред с няколко международно известни диджеи като като Димитри Вегас и Като Майк, Стив Аоки и Зед.

## Дискография

### Сингли
- 2010 Chiara Robiony & Renèe La Bulgara Feat. Elisabeth Bolognini & Olia Ougrik – Itsi Bitsi Petit Bikini
- 2012 Andrea Guzzoletti Feat. Renèe La Bulgara, Christian Pellicci, Claude – Bulgarija
- 2014 GDC n' Dalien – Bipolar ̟
- 2014 Alien Cut Feat. Renèe* – Jump
- 2015 Alien Cut Feat. Renèe* – Boom
- 2021 Roberto Genovese and Tony_D (feat. renee la bulgara) – Sopra la città

## Признание
- 2017ː Най-добра жена диджей на Dance Music Awards